# 망누스 6세

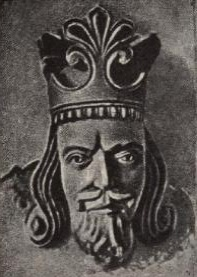
스타방에르 성당에 있는 망누스 6세 흉상

망누스 6세(노르웨이어: Magnus VI, 1238년 5월 1일 ~ 1280년 5월 9일) 또는 망누스 호콘손(노르웨이어: Magnus Håkonsson, 고대 노르드어: Magnús Hákonarson)은 노르웨이의 국왕(재위: 1263년 12월 16일 ~ 1280년 5월 9일)이다. 스베리르 가 출신이다.

## 생애
호콘 4세 국왕의 아들로 태어났다. 1263년 자신의 아버지인 호콘 4세가 스코틀랜드 왕국 오크니 제도에 나서던 도중에 사망하면서 노르웨이의 국왕으로 즉위했다. 1266년 노르웨이의 지배를 받고 있던 헤브리디스 제도, 맨섬을 퍼스 조약에 의해 스코틀랜드의 알렉산더 3세에게 양도했다.
국왕의 권력을 강화하는 과정에서 입법권을 국왕에게 집중시키면서 의회와 자주 대립했으며 수많은 법률을 개정했다. 1274년에는 국법, 1276년에는 도시법을 제정하면서 국왕의 권력을 강화했고 지방 분권 체제를 도입하면서 노르웨이를 단일 국가로 개편했다. 반면 성급한 법률 개정으로 인해 노르웨이 의회와 국민들로부터 평판이 좋지 않았고 "법률 개정왕"(노르웨이어: Magnus Lagabøte, 고대 노르드어: Magnús lagabœtir)이라는 별칭이 붙었다. 그렇지만 망누스 6세의 법률 개정은 훗날 노르웨이에 중대한 영향을 주었다.
망누스 6세는 왕위 계승법을 제정하는 한편 국왕의 후계자가 없는 경우에는 귀족이나 성직자들의 선거를 통해 국왕을 선출하는 내용의 법률을 제정했다. 1280년에 사망했으며 그의 왕위는 아들인 에이리크 2세가 승계받았다.